# Lamy Lutti
Lamy Lutti ist ein französischer Süßwarenhersteller, dessen Produkte unter dem Namen Lutti vertrieben werden. Die Firma wurde in Belgien gegründet.
Der aktuelle Produktname wird seit 2002 verwendet; zuvor seit 1989 verwendete das Unternehmen den Markennamen Léo für seine Produkte und davor den Namen Léopold seit 1889.

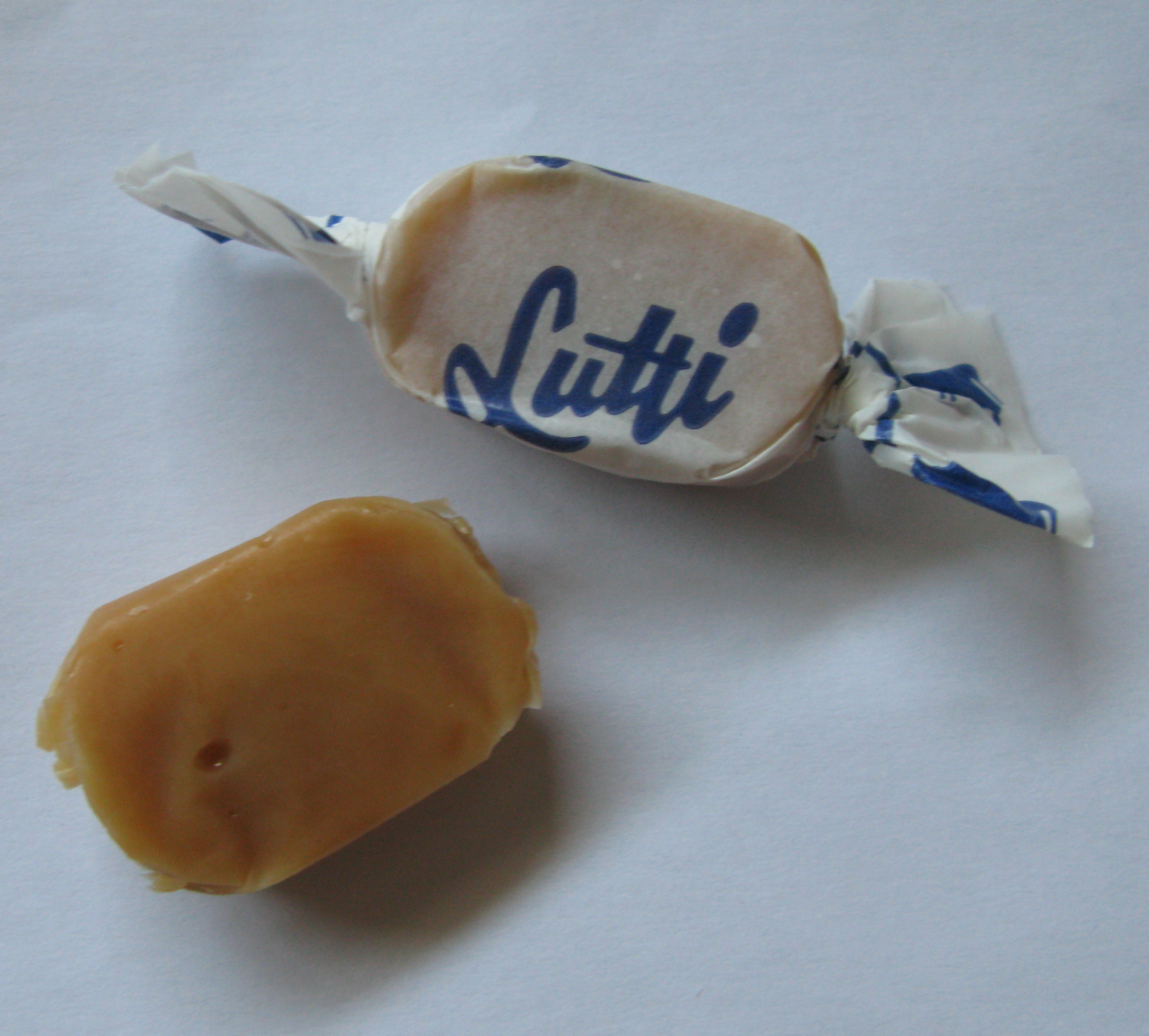
Karameltoffee

1889 gründete Henry Cornet die Confiserie Léopold en Belgique, eine Firma, die zunächst Karamellbonbons herstellte. Durch den Kauf von Chocolateries und Konfiserien wurde das Angebot an Pralinen und Süßigkeiten erweitert. Der Markt wurde breiter und umfasste ganz Belgien und einen Teil Frankreichs.
In Belgien werden Kaugummis unter dem Namen Lutti vertrieben. Gummibonbons werden in harten und weichen Sorten und in süß-sauren Aromen mit hellen Farbstoffen hergestellt. Schokolade wird auch produziert.
Im Jahr 2011 wurde der deutsche Süßwarenhersteller Katjes International alleiniger Aktionär des Unternehmens.
Der Hauptsitz von Lutti befindet sich in Bondues, Arrondissement Lille.